# Francesco De Sanctis
Francesco De Sanctis (Morra Irpina, 28 de março de 1817 – Nápoles, 29 de dezembro de 1883) foi um crítico literário, intelectual, escritor, historiador, filósofo e político italiano. É geralmente considerado como o mais importante especialista da língua italiana do século XIX. Foi ministro da instrução pública por várias ocasiões.
Após concluir o ensino secundário em Nápoles, Francesco De Sanctis estudou com Basilio Puoti. Depois lecionou aulas particulares. Envolvido no governo revolucionário napolitano fundado em 1848, foi preso durante três anos em Nápoles. Tendo ganho uma reputação em toda a Europa pelas suas críticas ao trabalho de Dante, foi nomeado professor no que é hoje o Instituto Federal de Tecnologia de Zurique, então Universidade de Zurique.
Em 1860, foi nomeado Ministro da Instrução Pública em Nápoles, cargo que ocupou novamente em 1878-1879. Eleito para a Câmara em 1861, exerceu o cargo.
Em 1871 de Sanctis tornou-se professor de literatura comparada na Universidade de Nápoles. A Sua História da Literatura Italiana (Storia della letteratura italiana), publicada em dois volumes em 1870 e 1871, foi a primeira do género. Com vasta obra crítica e ensaística, o seu estudo da literatura conferiu ênfase especial aos aspectos históricos, destacando-se ainda obras como Saggi critici (1866), Saggio critico sul Petrarca (1869), e o publicado postumamente La Letteratura Italiana del XIX Secolo (1897).